# Interleuchina 28
L'interleuchina 28 (o IL-28) è una proteina della classe delle citochine, facente parte del gruppo delle interleuchine. È presente in due isoforme (IL-28A e IL-28B) e svolge funzioni immunitarie nell'ambito delle infezioni virali. IL-28 appartiene alla categoria degli interferoni di tipo III (i cosiddetti interferoni lambda) e la sua sequenza amminoacidica somiglia molto a quella dell'interleuchina 29. IL-28 e IL-29 sono classificate come interferoni per via della loro attività antivirale, ma al contempo sono annoverate tra le citochine per la localizzazione cromosomica dei geni che codificano per esse e per il fatto che la loro trascrizione avvenga a partire da più esoni, a differenza degli interferoni classici che sono ciascuno trascritto a partire da un solo esone.
Il gene che codifica per IL-28 negli esseri umani si trova nel cromosoma 19; le due isoforme IL-28A e IL-28B hanno in comune il 96% della struttura polipeptidica.

## Funzione
L'interleuchina 28 supporta la risposta immunitaria adattativa; in particolare, in alcuni animali, è stato dimostrato come includere IL-28 come adiuvante immunologico in una vaccinazione provochi l'aumento della produzione di interferone gamma specifico per l'antigene inoculato, nonché un aumento del potenziale citotossico dei linfociti T CD8+.
L'addizione di interleuchina 28 in un piccolo campione di animali vaccinati contro il virus H1N1 dell'influenza A, che generalmente determina una zoonosi letale, ha conferito un'immunizzazione del 100% nei riguardi del virus. La stessa vaccinazione, ma senza l'aggiunta di interleuchina 28 nel preparato iniettabile, ha dimostrato avere un'efficacia del 50% soltanto.
Negli esseri umani, la presenza di un polimorfismo a singolo nucleotide vicino al gene che codifica per l'isoforma IL-28B permette di prevedere l'entità della risposta al trattamento con ribavirina e interferone nei soggetti affetti da epatite C. Tale polimorfismo è stato scoperto grazie ad uno studio di associazione genome-wide ed è il migliore esempio di significatività sul piano clinico per gli studi effettuati con questa tecnica di analisi genomica.